# 奇切斯特 (新罕布什爾州)
奇切斯特（英語：Chichester）是一個位於美國新罕布什爾州梅里馬克縣的鎮。

## 人口
根據2020年美國人口普查的數據，奇切斯特的面積為55.15平方千米，當中陸地面積為54.88平方千米，而水域面積為0.27平方千米。當地共有人口2665人，而人口密度為每平方千米48人。